# هيل درايفرز
هيل دايفرز (بالإنجليزية: Helldivers)‏ ، هي لعبة فيديو إلكترونية من نوع أضربهم برحاً ، نشرها شركة سوني كمبيوتر إنترتنمنت سنة 2015